# Arte Mare
 (août 2022).
Si vous disposez d'ouvrages ou d'articles de référence ou si vous connaissez des sites web de qualité traitant du thème abordé ici, merci de compléter l'article en donnant les références utiles à sa vérifiabilité et en les liant à la section « Notes et références ».
Pour l’article ayant un titre homophone, voir Artemare.
Arte Mare est un festival de cinéma se déroulant chaque année en octobre à Bastia.

## Histoire
Fondé en 1982 en plein Riacquistu par un groupe de cinéphiles, il porte d'abord le nom U festivale di u filmu di e culture mediterranie (le festival du film des cultures méditerranéennes). La même année, l'Université de Corte est fondée, la télévision publique française inaugure l'antenne régionale France 3 Corse, et France Inter effectue ses premiers décrochages régionaux, préfigurant la Radio Corse Frequenza Mora. C'est dans ce contexte d'effervescence culturelle que naît le festival, qui entend « tisser des liens entre une culture corse réaffirmée et les cultures méditerranéennes voisines ». Selon les organisateurs, c'est le plus vieux des festivals en Corse.
La première édition du festival propose dix-sept titres en compétition, dix-huit invités, une rétrospective des frères Taviani, une semaine du cinéma marocain. Après ses trois premières éditions, le festival ferme ses portes trois ans, puis renaît en 1988. Il se poursuit alors sans interruption jusqu’en 1999, où à la suite d’une édition consacrée au Maroc et qui a vu le premier concert en France d’Émir Kusturica avec le No Smoking Orchestra, des divergences occasionnent un nouvel arrêt.
En 2001, après une interruption d’un an, la manifestation prend le nom U festivale di u filmu e di l’arte mediterranie et assume sa vocation d’une fête des arts mêlés. Porté depuis par l’association Arte Mare, il est connu aujourd’hui sous le nom de festival Arte Mare.
L'association Arte Mare est à l'origine de deux autres festivals : Histoires(s) en mai (Festival du livre d’histoire et de fiction historique) et Cine Donne (Festival du film de femmes). Depuis 2021, ce festival se déroule en partenariat avec la Communauté d'agglomération de Bastia.
Le festival a fêté ses quarante ans en 2022.
Le festival a fêté ses quarante ans en 2022,, dans un contexte post-Covid-19 où les salles de cinéma étaient restées fermées au profit des plateformes de diffusion en ligne.

## Déroulement

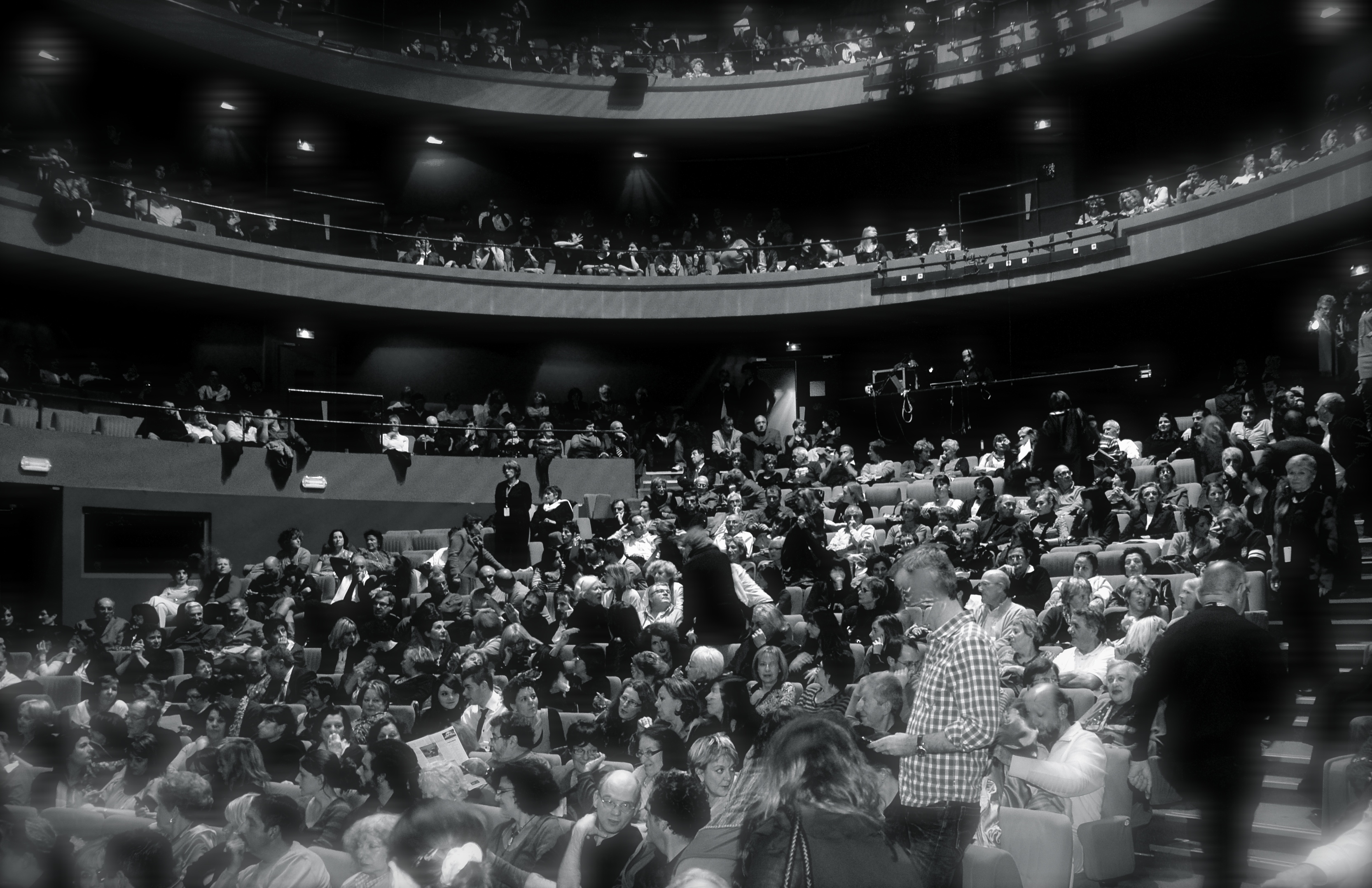
Le festival Arte Mare

Le festival propose chaque année une programmation d'environ quatre-vingt films, tous métrages confondus (longs, moyens et courts, dans les registres du documentaire ou de la fiction, y compris en animation. Il se tient pendant huit jours au mois d’octobre au théâtre municipal, au centre culturel l’Alb’Oru, à la galerie d’Art Noir et Blanc, dans les cinémas et les bibliothèques de la ville.
Tout au long de l'année, en partenariat avec le cinéma Le Régent, le festival propose des projections mensuelles de films en rapport avec le thème de la Méditerranée : avant-premières ou films patrimoniaux.
Depuis 2018, la programmation du festival est par ailleurs reprise à l'Espace Diamant, à Ajaccio. Un autre partenariat lie le festival au cinéma en plein air U Murianincu, à Santa-Lucia-di-Moriani.

## Prix
Chaque année, Arte Mare décerne un palmarès dans trois catégories : 
- Long-métrage méditerranéen 
Grand Prix Arte Mare
Prix du Public MGEM
Prix RCFM Petru Mari de la meilleure musique et bande-son
Prix Jeune public CCAS- Pass Cultura
- Film corse
Fiction
Documentaire
Hors les Murs (Prix des détenus de la maison d’arrêt de Borgo)
- Films d'écoles méditerranéennes et jeunes réalisateurs

Arte Mare attribue également un Prix de la thématique qui met l’accent sur la section qui donne chaque année son titre à l’édition. Par exemple en 2019, Arte Mare, nid d’espions, en 2020, Arte Mare, Les monstres attaquent, en 2021, Arte Mare fait sauter la banque.
C'est aussi à l'occasion du festival qu'est décerné le Prix Ulysse (prix littéraire) qui couronne un auteur pour l’ensemble de son œuvre et un premier roman méditerranéen.

### Palmarès
- 1982 : El crimen de Cuenca de Pilar Miró (Grand prix)
- 1983 : Une saison à Hakkari de Erden Kıral (Olivier d'or)
- 1984 : Le Prix de l'amour de Tónia Marketáki (Olivier d'or)
- 1988 : El Kalaa de Mohamed Chouikh (Olivier d'or)
- 1989 : La Yalf Ibn d'Abdellatif Abdelhamid
- 1990 : Halfaouine, l'enfant des terrasses de Férid Boughedir (Olivier d'or)
- 1991 : La noche mas larga de José Luis García Sánchez
- 1995 : L'Amérique des autres de Goran Paskaljević (prix du public)
- 1992 : Dezeter de Živojin Pavlović
- 1993 : A song for Beko de Nizamettin Ariç
- 1994 : Lamerica de Gianni Amelio
- 1995 : Sh'chur de Shmuel Hasfari
- 1996 :
  - Tesis d'Alejandro Amenábar
  - Kolonel Bunker, de Kujtim Çashku (prix de la critique )
- 1998 : Os mutantes de Teresa Villaverde (prix d'interprétation féminine)
- 1999 : El Medina de Yousry Nasrallah (compétition)
- 2001 : Change ma vie de Liria Bégéja (avec Roschdy Zem) (Grand Prix Arte Mare)
- 2002 : Le Mariage de Rana[10] d'Hany Abu-Assad (Grand Prix Arte Mare)
- 2003 :
  - Le Cerf-volant de Randa Chahal Sabbagh
  - Le Soleil Assassiné D'Abdelkrim Bahloul
- 2004 : La Fiancée syrienne d'Eran Riklis (Grand prix Arte Mare)
- 2006 : Les Climats de Nuri Bilge Ceylan (prix spécial du jury)
- 2007 : California Dreaming de Cristian Nemescu (Grand Prix Arte Mare)
- 2008 :
  - À travers la poussière de Shawkat Amin Korki[11] (Grand Prix Arte Mare)
  - Chant des mariées de Karin Albou (Prix interprétation féminine et du jury jeune)
- 2009 : Les Secrets de Raja Amari (Grand Prix Arte Mare)
- 2010 : 
  - Mardi, après Noël de Radu Muntean (Grand prix Arte Mare)
  - Incendies de Denis Villeneuve (prix RCFM)
- 2011 : Sur la planche de Leïla Kilani (Grand Prix Arte Mare/Matmut ; Prix RCFM ; Prix Jeune CCAS
  - Beirut Hotel de Danielle Arbid
- Footnote de Joseph Cedar (Mention spéciale du jury)
- 2012 :
  - Les Chevaux de Dieu de Nabil Ayouch
  - Un jour de chance d'Álex de la Iglesia (Grand prix Arte Mare)
- 2013 :
  - Mère et fils de Călin Peter Netzer
  - My sweet pepper land de Hiner Saleem (Grand Prix Arte Mare)
- 2014 :
  - Mon fils d'Eran Riklis (Grand prix Arte Mare)
  - Printemps tunisien de Raja Amari (Prix RCFM)
- 2015 : Soleil de plomb du Croate Dalibor Matanić (Grand Prix Arte Mare)
- 2016 : 
  - Hedi de Mohamed Ben Attia (Prix du jury Arte Mare)
  - À peine j'ouvre les yeux de Leyla Bouzid (Prix du Public)
  - Peur de rien de Danielle Arbid (Prix CCAS)
- 2017 : La Belle et la meute de Kaouther Ben Hania (Grand Prix Arte Mare)
- 2018 :
  - Mon cher enfant, Mohamed Ben Attia (Grand prix Arte Mare Negroni Voyage)
  - Yomeddine, par Abu Bakr Shawky (Prix MGEN du Public Prix RCFM Pierre Mari )
- 2019 :
  - Papicha de Mounia Meddour (Prix du public MGEN )
  - It must be heaven d'Elia Suleiman (Prix RCFM Petru Mari et Grand Prix Arte Mare – Negroni Voyages)
- 2020 :
  - 143 rue du désert de Hassen Ferhani (Grand prix Arte Mare Negroni Voyage)
  - L'homme qui a vendu sa peau de Kaouther Ben Hania (Prix du public MGEN)
- 2021 : Haut et Fort de Nabil Ayouch (Grand Prix Arte Mare)

### Prix du film corse
- 2016 
Mention spéciale à la musique du film La règle du je de Anne de Giafferri, musique signée Mathias Desmier
Prix du documentaire corse : Sandtown Project de Francescu Artily
Prix du film de fiction : Afrika Corse, de Gérard Guerrieri
Prix « Hors les murs » : Rock’n’Roll of corse, de Lionel Guedj, et 3000 nuits de Mai Masri (Palestine)
- 2017
Documentaire : Danielle Arbid, un chant de bataille de Yannick Casanova
Mention au court métrage d’animation : Beyond the Books de Jérôme Batistelli, Mathild Cartigny (collectif)
Fiction : Diquà dai monti de Benoît Bouthors
Prix Hors les Murs : Diquà dai monti de Benoît Bouthors
- 2018
Documentaire : On m’a donné la terre, Francescu Artily
Fiction : Sur tes traces, Alexandre Oppecini
Prix Hors les murs : Au commencement, Isabelle D’Olce
- 2019
Documentaire : Incertains voyages, Anne de Giafferri
Fiction : Fééroce, Fabien Ara (Prix du film Corse – Fiction)
Prix Hors les murs : La nuit est là, Delphine Leoni
Aiò zitelli Jean-Marie Antonini
- 2020 
Documentaire : Ma Blessure d'âge adulte, de Matteo Moeschler
Fiction : Entre la nuit, d’Océane Court-Mallaroni
Prix hors les murs : La Veuve Saverini de Loïc Gaillard
- 2021
Prix du Documentaire Jean-Simon Peretti : Tavagna, le chœur des hommes, d’Hélène Amétis
Prix de la Fiction : Les Champs magnétiques, de Romain Daudet-Jahan
Prix du film corse – Fiction CCAS : Kurt's Story, de Gérard Guerrieri
Prix hors les murs : Arabacciu d’Alexandre Oppecini